# Elecciones municipales de Huamanga de 1986
Las elecciones municipales de Huamanga de 1986 se llevaron a cabo el 9 de noviembre de 1986 para elegir al alcalde y al Concejo Provincial de Huamanga para el periodo 1987-1989. La elección se celebró simultáneamente con elecciones municipales (provinciales y distritales) en todo el país.
Los comicios se realizaron en medio del recrudecimiento del conflicto interno, justo en el inicio del «despliegue nacional de violencia». El incremento de las acciones terroristas de Sendero Luminoso y el MRTA obligó al gobierno nacional a imponer el toque de queda en todo el país. La represalía senderista no se hizo esperar: en Ayacucho realizaron diversas incursiones a poblados donde destruyeron locales y libretas electorales.
En general, en las zonas de emergencia, se presentó un aumento del ausentismo y de los votos en blanco y viciados, dadas las amenazas de los terroristas y su intención de boicotear el desarrollo de los comicios subnacionales. Si bien el promedio nacional de votos nulos y blancos alcanzó solo el 5%, en Huamanga llegó al 38%.
Fermín Azparrent Taipe, miembro del Partido Comunista Peruano, ganó las elecciones en representación de la coalición Izquierda Unida. Durante su mandato, fue blanco de numerosos amenazas e intentos de asesinato por parte de los senderistas y el Comando Rodrigo Franco (ligado al gobierno aprista) exigiéndole su renuncia al cargo, a lo que se negó. Fermín Azparrent fue asesinado por un comando de aniquilamiento de Sendero Luminoso el 19 de septiembre de 1989, a pocos meses de terminar su periodo.

## Sistema electoral
La Municipalidad Provincial de Huamanga es el órgano administrativo y de gobierno de la provincia de Huamanga. Está compuesta por el alcalde y el Concejo Provincial.
La votación del alcalde y el concejo se realiza en base al sufragio universal, que comprende a todos los ciudadanos nacionales mayores de dieciocho años, empadronados y residentes en la provincia de Huamanga y en pleno goce de sus derechos políticos, así como a los ciudadanos no nacionales residentes y empadronados en la provincia de Huamanga.
El Concejo Provincial de Huamanga está compuesto por 19 regidores elegidos por sufragio directo para un período de tres (3) años, en forma conjunta con la elección del alcalde (quien lo preside). La votación es por lista cerrada y bloqueada. Se asigna a la lista ganadora los escaños según el método d'Hondt o la mitad más uno, lo que más le favorezca.

## Composición del Concejo Provincial de Huamanga
La siguiente tabla muestra la composición del Concejo Provincial de Huamanga antes de las elecciones.
| Partidos | Partidos                        | Regidores |
| -------- | ------------------------------- | --------- |
|          | Partido de Integración Nacional | 11        |
|          | Partido Aprista Peruano         | 5         |
|          | Acción Popular                  | 3         |

## Partidos y candidatos
A continuación se muestra una lista de los principales partidos y alianzas electorales que participaron en las elecciones:
| Candidatura | Candidatura | Partidos y alianzas | Candidatos | Candidatos              | Ideología                                               | Resultado previo | Resultado previo | Ref. |
| Candidatura | Candidatura | Partidos y alianzas | Candidatos | Candidatos              | Ideología                                               | Votos (%)        | Reg.             | Ref. |
| ----------- | ----------- | --- | ---------- | ----------------------- | ------------------------------------------------------- | ---------------- | ---------------- | ---- |
|             | APRA        | Lista - Partido Aprista Peruano (APRA) |            | Carlos Bendezú Watanabe | Aprismo                                                 | 32.50%           | 5                |      |
|             | IU          | Lista - Izquierda Unida (IU) – Unión de Izquierda Revolucionaria (UNIR) – Partido Unificado Mariateguista (PUM) – Partido Socialista Revolucionario (PSR) – Partido Comunista Revolucionario (PCR) – Partido Comunista Peruano (PCP) – Frente Obrero Campesino Estudiantil y Popular (FOCEP) |            | Fermín Azparrent Taipe  | Marxismo-leninismo Mariateguismo Socialismo democrático | Nuevo            | Nuevo            |      |

## Resultados

### Sumario general
|                        |                                |              |              |              |           |           |
| Partidos y coaliciones | Partidos y coaliciones         | Voto popular | Voto popular | Voto popular | Regidores | Regidores |
| Partidos y coaliciones | Partidos y coaliciones         | Votos        | %            | ±pp          | Total     | +/−       |
|                        | Izquierda Unida (IU)           | 14,974       | 51.07        | n/a          | 11        | +11       |
|                        | Partido Aprista Peruano (APRA) | 14,344       | 48.93        | +16.43       | 8         | +3        |
|                        |                                |              |              |              |           |           |
| Total                  | Total                          | 29,318       |              |              | 19        | ±0        |
|                        |                                |              |              |              |           |           |
| Votos válidos          | Votos válidos                  | 29,318       | 64.59        | +20.27       |           |           |
| Votos en blanco        | Votos en blanco                | 3,969        | 8.74         | –7.50        |           |           |
| Votos nulos            | Votos nulos                    | 12,103       | 26.66        | –12.78       |           |           |
| Votos emitidos         | Votos emitidos                 | 45,390       | 69.64        | +9.20        |           |           |
| Abstenciones           | Abstenciones                   | 19,789       | 30.36        | –9.20        |           |           |
| Votantes registrados   | Votantes registrados           | 65,179       |              |              |           |           |
|                        |                                |              |              |              |           |           |
| Fuente:                |                                |              |              |              |           |           |

## Elecciones municipales distritales

### Resultados por distrito
La siguiente tabla enumera el control de los distritos de la provincia de Huamanga. El cambio de mando de una organización política se resalta del color de ese partido.
| Distrito            | Alcalde(sa) titular        | Partido político           | Partido político           | Alcalde(sa) electo(a)                          | Partido político                               | Partido político                               |
| ------------------- | -------------------------- | -------------------------- | -------------------------- | ---------------------------------------------- | ---------------------------------------------- | ---------------------------------------------- |
| Acocro              | Elecciones anuladas        | Elecciones anuladas        | Elecciones anuladas        | Elecciones anuladas                            | Elecciones anuladas                            | Elecciones anuladas                            |
| Acos Vinchos        | Marino Durand Gutiérrez    |                            | Lista Independiente N° 1   | Sin información disponible                     | Sin información disponible                     | Sin información disponible                     |
| Carmen Alto         | Elecciones anuladas        | Elecciones anuladas        | Elecciones anuladas        | Enrique Chipana Quispe                         |                                                | Izquierda Unida                                |
| Chiara              | Sabino Jaime Maldonado     |                            | Partido Aprista Peruano    | Elecciones municipales complementarias de 1987 | Elecciones municipales complementarias de 1987 | Elecciones municipales complementarias de 1987 |
| Ocros               | Félix Antezana Lahuana     |                            | Partido Aprista Peruano    | Teodosio Quispe Tite                           |                                                | Partido Aprista Peruano                        |
| Quinua              | Elecciones anuladas        | Elecciones anuladas        | Elecciones anuladas        | Guillermo Aparicio Enríquez                    |                                                | Lista Independiente 7 de Junio                 |
| San José de Ticllas | Sin información disponible | Sin información disponible | Sin información disponible | Sin información disponible                     | Sin información disponible                     | Sin información disponible                     |
| San Juan Bautista   | Braulio Zaga Pariona       |                            | Partido Aprista Peruano    | Teófilo Vilca Cacñahuaray                      |                                                | Partido Aprista Peruano                        |
| Santiago de Pischa  | Elecciones anuladas        | Elecciones anuladas        | Elecciones anuladas        | Francisco Huamán Yauli                         |                                                | Izquierda Unida                                |
| Socos               | Elecciones anuladas        | Elecciones anuladas        | Elecciones anuladas        | Elecciones anuladas                            | Elecciones anuladas                            | Elecciones anuladas                            |
| Tambillo            | Elecciones anuladas        | Elecciones anuladas        | Elecciones anuladas        | Sin información disponible                     | Sin información disponible                     | Sin información disponible                     |
| Vinchos             | Prudencio Soto Mañuico     |                            | Acción Popular             | Elecciones anuladas                            | Elecciones anuladas                            | Elecciones anuladas                            |